# Santiago Tepetlapa
Santiago Tepetlapa es una localidad del estado mexicano de Morelos. Es parte del municipio de Tepoztlán.

## Toponimia
El nombre «Santiago» hace referencia al santo patrono de la localidad: Santiago el Mayor. El nombre «Tepetlapa» proviene de los términos en náhuatl: tepetatl, tepetate; pan, encima de. Su significado es «Sobre el tepetate».

## Demografía
| Gráfica de evolución demográfica |
|                                  |

| Censo | Población |
| ----- | --------- |
| 1900  | 280       |
| 1910  | 346       |
| 1921  | 149       |
| 1930  | 153       |
| 1940  | 216       |
| 1950  | 239       |
| 1960  | 226       |
| 1970  | 747       |
| 1980  | 462       |
| 1990  | 617       |
| 2000  | 789       |
| 2010  | 845       |
| 2020  | 1036      |